# Gyula Bornemissza
Baron Gyula Bornemis(s)za de Kászon et Impérfalva (Kolozsvár, 16 december 1873 - Brixen, 30 december 1925) was een Hongaars aristocraat en diplomaat. 
In 1919 maakte hij deel uit van de tegenregering van Szeged onder leiding van graaf Gyula Károlyi. In deze regering was hij minister van Buitenlandse Zaken. In 1920 werd hij gezant bij de ambassade van de keizerlijke familie in ballingschap in Zwitserland, de feitelijke vertegenwoordiging van Hongarije in Zwitserland. Vanaf november 1920 werd hij ook officieel het hoofd van de Hongaarse diplomatieke missie in Zwitserland. Dit bleef hij tot maart 1921.
Bornemissza was getrouwd met Klára Bethlen de Bethlen, met wie hij vier zonen en een dochter had.